# Elizabeta Portugalska
Elizabeta Portugalska (Zaragoza, Španjolska, 1271. – Alentejo, Portugal, 4. srpnja 1336.) bila je portugalska kraljica od 1282. do 1325. kao supruga kralja Denisa. U Katoličkoj Crkvi štuje se kao svetica.
Rođena 1271. u aragonskoj kraljevskoj kući, bila je kći infanta Petra i Konstance Sicilske i sestra tri kralja. Bila je pranećakinja sv. Elizabete Ugarske. Elizabeta je bila vrlo pobožno obrazovana i od djetinjstva je vodila život stroge vjerske redovitosti.
Njezin brak s kraljem Denisom dogovoren je 1282. kada je imala 11 godina, a vjenčanje je proslavljeno 1288. Denis je bio poznat kao „kralj poljoprivrednik” jer je posadio borovu šumu, da spriječi degradaciju tla. Elizabeta je bila odana siromašnima i bolesnima, a njezina molitva i strpljenje preobratili su njezina grešnog muža. Bila je odlučna pomiriteljica u portugalskoj politici, posebno tijekom pregovora o Ugovoru iz Alcañicesa 1297. godine.
Imala je dvoje djece: Constance (koja se udala za kralja Ferdinanda IV. od Kastilje) i Alfonsa (kasnije kralja Alfonsa IV.). Elizabeta je slavno spriječila građanski rat 1323. godine postavivši se između suprotstavljenih vojski na polju Alvalade.
Nakon Denisove smrti 1325. godine, Elizabeta se povukla u samostan koji je osnovala u Coimbri, pridruživši se Trećem redu sv. Franje. Preostale godine posvetila je pomaganju siromašnima i bolesnima. Godine 1336., unatoč godinama, djelovala je kao mirotvorka između Alfonsa IV. i Alfonsa XI. od Kastilje. Napor je doveo do njezine konačne bolesti, te je umrla 4. srpnja 1336. godine, zaradivši titulu „Mirotvorke”.
Elizabeta je proglašena blaženom 1516. godine, a kanonizirana je 1626. godine. Njezin spomendan je 4. srpnja. Često je prikazana kako drži ruže i u portugalskoj kulturi povezana je s „čudom ruža”.